# Lal'sk
Lal'sk è una cittadina della Russia europea centro-settentrionale, situata nell'oblast' di Kirov; appartiene amministrativamente al rajon Luzskij.
Sorge nell'estrema parte nordoccidentale dell'oblast', lungo le sponde del fiume Lala (affluente della Luza).